# Álex Rins
Alejandro Rins Navarro (Barcellona, 8 dicembre 1995) è un pilota motociclistico spagnolo.

## Carriera

### Gli inizi

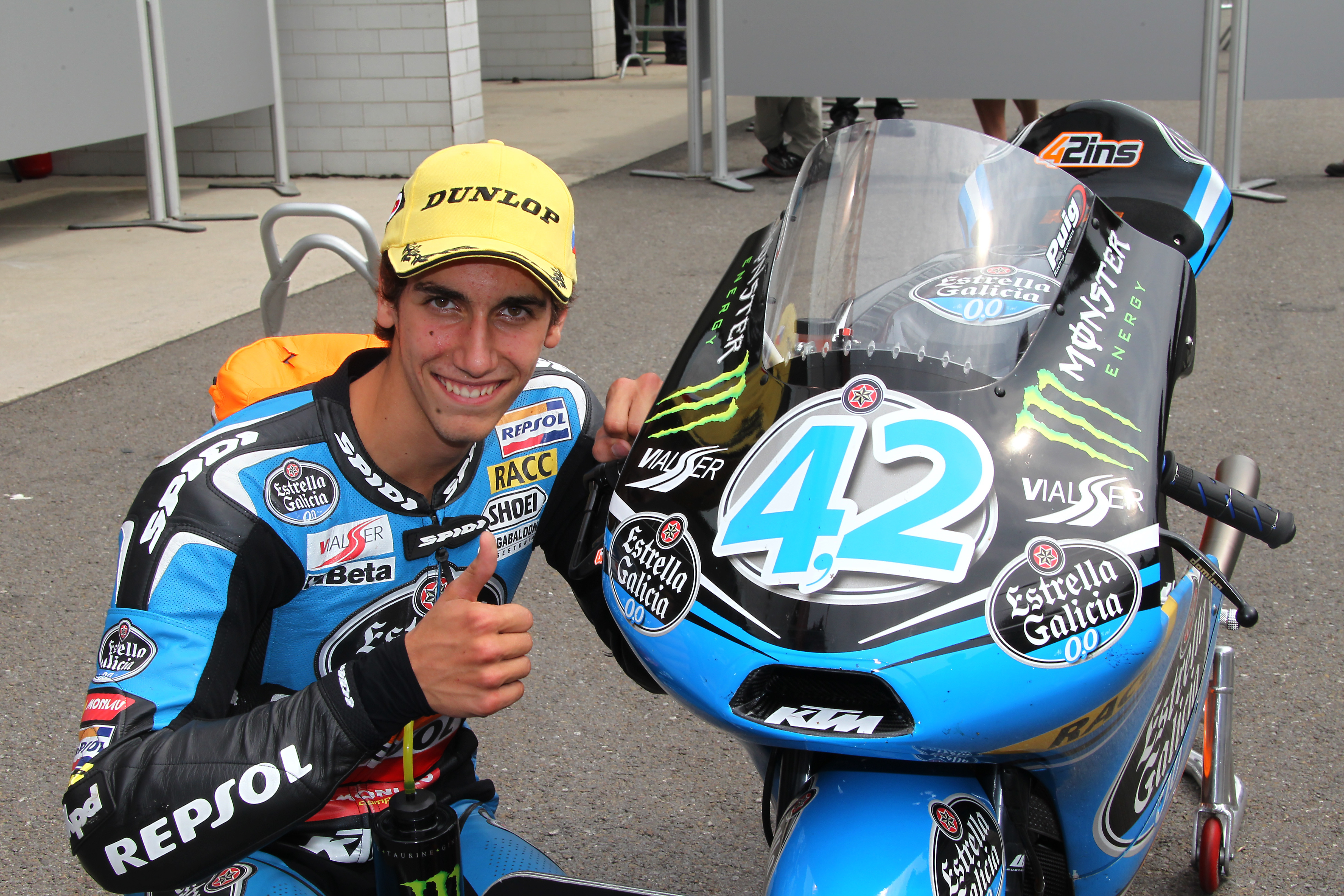
Alex Rins in Moto3 nel 2013.

Inizia a correre in moto all'età di sette anni, con una KTM 50 da motocross, partecipando al campionato regionale della Catalogna. A 8 anni inizia a correre anche in Aragona, vincendo alla seconda gara. Nel 2005 inizia a correre su strada, in supermoto, correndo il campionato 65 in Catalogna. Nello stesso anno corre anche qualche gara nella categoria 50. Nel 2006 fa altre apparizioni in campionati 70 e 85.
Nel 2008 corre nei campionati di velocità 125 catalano e mediterraneo, ottenendo subito buoni risultati. Nel 2010 corre nel campionato spagnolo velocità, sempre nella classe 125, vincendo la prima gara e chiudendo terzo la stagione con 120 punti, realizzando in stagione anche cinque podi totali, una pole position ed un giro più veloce. Nella stessa stagione si classifica al terzo posto nel Campionato Europeo Velocità svoltosi in gara unica ad Albacete. L'anno seguente è campione nazionale, vincendo il titolo con 102 punti frutto di due vittorie e cinque podi totali.

### Moto3
Nel 2012 debutta nel motomondiale in Moto3, ingaggiato dal team Estrella Galicia 0,0 che gli affida una Suter MMX3; il compagno di squadra è Miguel Oliveira. Nel secondo Gran Premio della stagione in Spagna ottiene la sua prima pole position nel motomondiale. Ottiene un terzo posto in Francia e conclude la stagione al 5º posto con 141 punti. In questa stessa stagione prende parte a due gare nel CIV Moto3 concludendole entrambe sul podio ma, in virtù del regolamento, non ottiene punti. Nel 2013 rimane nello stesso team, alla guida di una KTM RC 250 GP e con compagno di squadra Álex Márquez; ottiene le sue prime vittorie (Americhe, Germania, Indianapolis, San Marino, Aragona e Australia), cinque secondi posti (Francia, Italia, Catalogna, Gran Bretagna e Malesia), tre terzi posti (Qatar, Paesi Bassi, Comunità Valenciana) e otto pole position (Americhe, Spagna, Germania, Indianapolis, Repubblica Ceca, Aragona, Giappone e Comunità Valenciana). Nel 2014 rimane nello stesso team, alla guida di una Honda NSF250R; ottiene due vittorie (Gran Bretagna e San Marino) due secondi posti (Francia e Paesi Bassi), quattro terzi posti (Spagna, Italia, Australia e Malesia) e quattro pole position (Qatar, Italia, Gran Bretagna e Aragona) e termina la stagione al 3º posto con 237 punti.

### Moto2

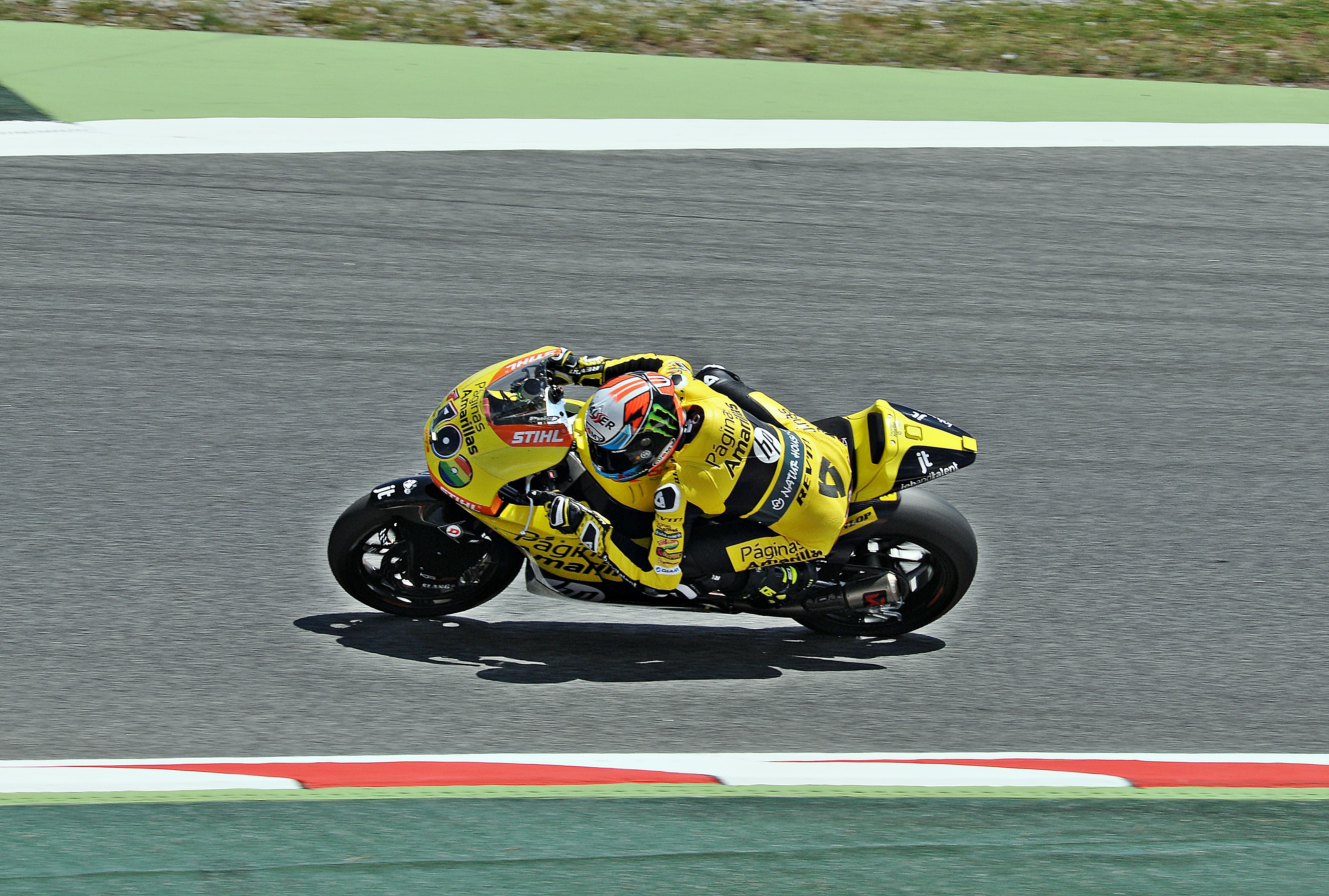
Rins con la Kalex Moto2 durante il GP di Catalogna 2015.

Nel 2015 passa in Moto2, ingaggiato dal team Paginas Amarillas HP40, che gli affida una Kalex; il suo compagno di squadra è Luis Salom. Ottiene due vittorie a Indianapolis e Phillip Island, cinque secondi posti (Argentina, Catalogna, Gran Bretagna, Aragona e Valencia), tre terzi posti (Americhe, Germania e Repubblica Ceca) e tre pole position (Francia, Indianapolis e Australia). Chiude la stagione d'esordio in Moto 2 al secondo posto in classifica con 234 punti. Nel 2016 rimane nello stesso team, con compagno di squadra Edgar Pons. Ottiene due vittorie (Americhe e Francia), tre secondi posti (Catalogna, Repubblica Ceca e San Marino), due terzi posti (Spagna e Austria) e una pole position nel Gran Premio delle Americhe e conclude la stagione al 3º posto con 214 punti.

### MotoGP
Nel 2017 passa in MotoGP, alla guida della Suzuki GSX-RR, con compagno di squadra Andrea Iannone. Ottiene come miglior risultato un quarto posto in Comunità Valenciana e termina la stagione al 16º posto con 59 punti. In questa stagione è costretto a saltare i Gran Premi di Spagna e Francia a causa di un infortunio rimediato durante le terze prove libere del Gran Premio delle Americhe. Il suo posto in squadra, in occasione della tappa spagnola, viene preso dal pilota giapponese Takuya Tsuda ed in occasione de Gran Premi di Francia, Italia e Catalogna da Sylvain Guintoli. Nel 2018 rimane nello stesso team. Ottiene tre secondi posti (Olanda, Malesia e Comunità Valenciana) e due terzi posti (Argentina e Giappone) e conclude la stagione al 5º posto con 169 punti. Nel 2019 rimane nello stesso team, con compagno di squadra Joan Mir.

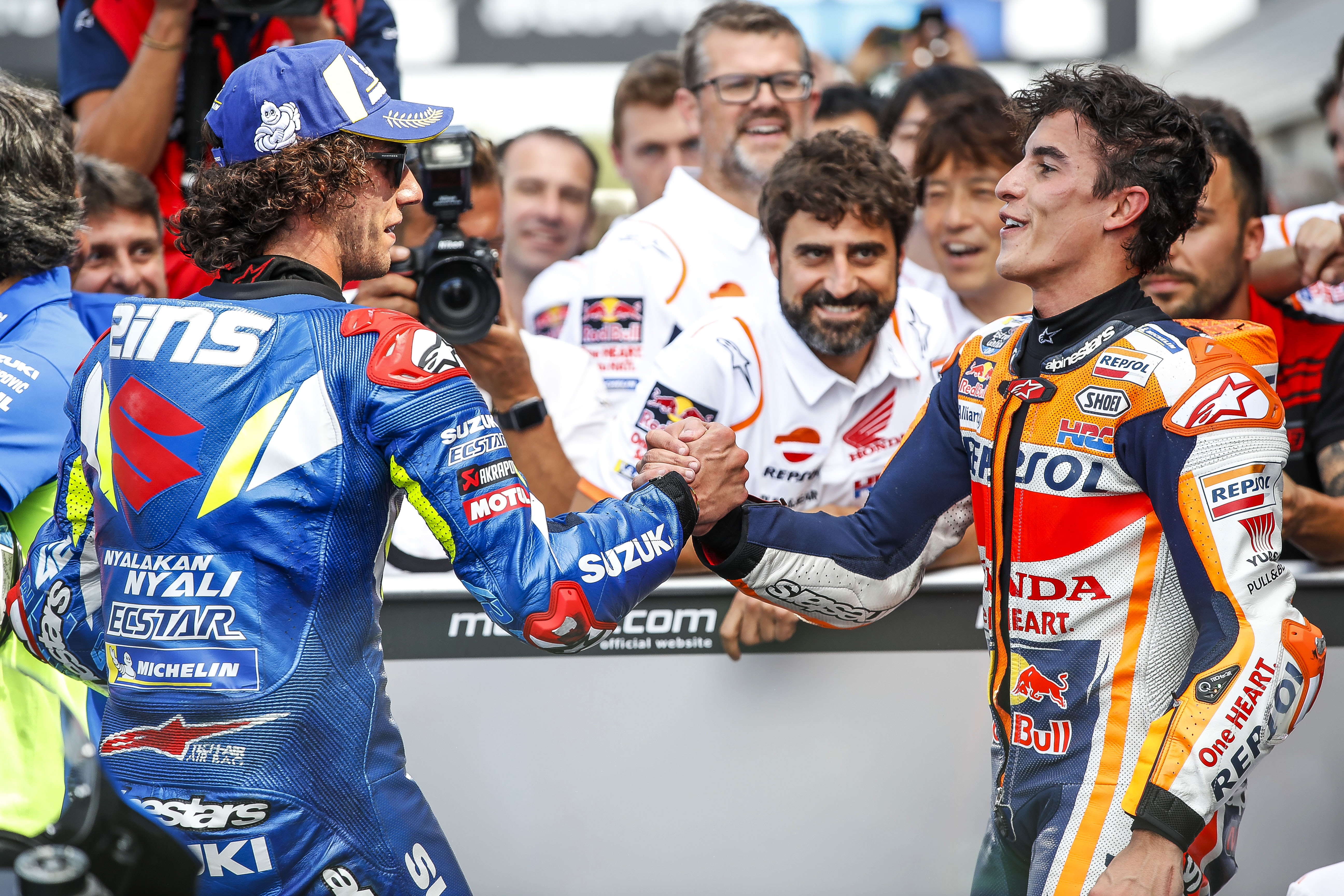
Rins (sinistra) e Marc Márquez si stringono la mano dopo il GP di Gran Bretagna 2019.

Nel 2019 in occasione del Gran premio delle Americhe di Austin, il terzo della stagione, vince la sua prima gara in MotoGP, riportando la Suzuki al successo dopo tre anni di digiuno. Giunge secondo in Spagna. Torna al successo nel GP di Gran Bretagna, dove riesce a imporsi proprio sotto la bandiera a scacchi sul connazionale Marquez, con un distacco esiguo, di soli 0.013 sec. Chiude la stagione al 4º posto con 205 punti.
Nel 2020 rimane nello stesso team. Ottiene una vittoria in Aragona, due secondi posti nei Gran Premi di Teruel ed Europa e un terzo posto in Catalogna.  Conclude la stagione al terzo posto con 139 punti. In questa stagione è costretto a saltare il Gran Premio di Spagna a causa di una lussazione alla spalla e frattura dell'omero destri rimediate nelle qualifiche del GP.
Nel 2021 rimane nello stesso team. A giugno, è costretto a saltare il Gran Premio di Catalogna a causa della frattura del radio destro rimediata in un allenamento in bici sul circuito. Tornato in pista già nel successivo gran premio, ottiene successivamente un secondo posto nel GP di Gran Bretagna. Chiude la stagione al tredicesimo posto con 99 punti. Nel 2022 inizia la sesta stagione consecutiva con il Team, a fine campionato, in concomitanza con l'imminente abbandono della categoria da parte di Suzuki Racing, ottiene due vittore al Gran Premi di Australia e Valencia. Chiude al settimo posto in classifica.
Nel 2023 viene ingaggiato dal Team LCR alla guida della Honda, con compagno di squadra Takaaki Nakagami. Al terzo Gran Premio dell'anno, in Texas, dopo aver chiuso al secondo posto nella sprint, vince la gara per quello che sarà l'unico successo stagionale di Honda. Un infortunio accorsogli nella sprint race del Mugello compromette il campionato dello spagnolo, costretto a saltare la quasi totalità degli eventi successivi, chiude al diciannovesimo posto in classifica.
Nel 202 passa al team ufficiale Yamaha, con Fabio Quartararo come compagno di squadra. Ad agosto arriva il rinnovo con Yamaha fino al 2026. Conclude il campionato in diciottesima posizione.

## Risultati nel motomondiale
| 2012 | Classe | Moto        |    |   |   |   |     |     |   |    |   |    |   |   |   |   |   |   |   |    |  |  |  |  | Punti | Pos. |
| ---- | ------ | ----------- | -- | - | - | - | --- | --- | - | -- | - | -- | - | - | - | - | - | - | - | -- |  |  |  |  | ----- | ---- |
| 2012 | Moto3  | Suter Honda | 10 | 4 | 7 | 3 | Rit | Rit | 6 | 20 | 7 | NE | 7 | 5 | 4 | 6 | 4 | 7 | 4 | 16 |  |  |  |  | 141   | 5º   |

| 2013 | Classe | Moto |   |   |     |   |   |   |   |   |    |   |   |   |   |   |   |   |    |   |  |  |  |  | Punti | Pos. |
| ---- | ------ | ---- | - | - | --- | - | - | - | - | - | -- | - | - | - | - | - | - | - | -- | - |  |  |  |  | ----- | ---- |
| 2013 | Moto3  | KTM  | 3 | 1 | Rit | 2 | 2 | 2 | 3 | 1 | NE | 1 | 4 | 2 | 1 | 1 | 2 | 1 | 24 | 3 |  |  |  |  | 311   | 2º   |

| 2014 | Classe | Moto  |   |   |   |   |   |   |     |   |     |   |   |   |   |   |    |   |   |   |  |  |  |  | Punti | Pos. |
| ---- | ------ | ----- | - | - | - | - | - | - | --- | - | --- | - | - | - | - | - | -- | - | - | - |  |  |  |  | ----- | ---- |
| 2014 | Moto3  | Honda | 5 | 4 | 5 | 3 | 2 | 3 | Rit | 2 | Rit | 5 | 9 | 1 | 1 | 4 | 10 | 3 | 3 | 5 |  |  |  |  | 237   | 3º   |

| 2015 | Classe | Moto  |   |   |   |    |    |    |   |   |   |   |   |   |    |   |    |   |     |   |  |  |  |  | Punti | Pos. |
| ---- | ------ | ----- | - | - | - | -- | -- | -- | - | - | - | - | - | - | -- | - | -- | - | --- | - |  |  |  |  | ----- | ---- |
| 2015 | Moto2  | Kalex | 4 | 3 | 2 | 18 | 17 | 11 | 2 | 4 | 3 | 1 | 3 | 2 | SQ | 2 | 11 | 1 | Rit | 2 |  |  |  |  | 234   | 2º   |

| 2016 | Classe | Moto  |   |   |   |   |   |   |   |   |     |   |   |   |   |   |    |     |    |   |  |  |  |  | Punti | Pos. |
| ---- | ------ | ----- | - | - | - | - | - | - | - | - | --- | - | - | - | - | - | -- | --- | -- | - |  |  |  |  | ----- | ---- |
| 2016 | Moto2  | Kalex | 8 | 4 | 1 | 3 | 1 | 7 | 2 | 6 | Rit | 3 | 2 | 7 | 2 | 6 | 20 | Rit | 14 | 5 |  |  |  |  | 214   | 3º   |

| 2017 | Classe | Moto   |   |     |    |     |     |     |     |    |    |    |    |   |   |    |   |   |    |   |  |  |  |  | Punti | Pos. |
| ---- | ------ | ------ | - | --- | -- | --- | --- | --- | --- | -- | -- | -- | -- | - | - | -- | - | - | -- | - |  |  |  |  | ----- | ---- |
| 2017 | MotoGP | Suzuki | 9 | Rit | NP | Inf | Inf | Inf | Inf | 17 | 21 | 11 | 16 | 9 | 8 | 17 | 5 | 8 | SQ | 4 |  |  |  |  | 59    | 16º  |

| 2018 | Classe | Moto   |     |   |     |     |    |   |     |   |     |    |   |    |   |   |   |   |   |   |   |  |  |  | Punti | Pos. |
| ---- | ------ | ------ | --- | - | --- | --- | -- | - | --- | - | --- | -- | - | -- | - | - | - | - | - | - | - |  |  |  | ----- | ---- |
| 2018 | MotoGP | Suzuki | Rit | 3 | Rit | Rit | 10 | 5 | Rit | 2 | Rit | 11 | 8 | AN | 4 | 4 | 6 | 3 | 5 | 2 | 2 |  |  |  | 169   | 5º   |

| 2019 | Classe | Moto   |   |   |   |   |    |   |   |     |     |   |   |   |     |   |   |   |   |   |   |  |  |  | Punti | Pos. |
| ---- | ------ | ------ | - | - | - | - | -- | - | - | --- | --- | - | - | - | --- | - | - | - | - | - | - |  |  |  | ----- | ---- |
| 2019 | MotoGP | Suzuki | 4 | 5 | 1 | 2 | 10 | 4 | 4 | Rit | Rit | 4 | 6 | 1 | Rit | 9 | 5 | 7 | 9 | 5 | 5 |  |  |  | 205   | 4º   |

| 2020 | Classe | Moto   |    |    |    |   |     |   |   |    |   |    |   |   |   |   |    |  |  |  |  |  |  |  | Punti | Pos. |
| ---- | ------ | ------ | -- | -- | -- | - | --- | - | - | -- | - | -- | - | - | - | - | -- |  |  |  |  |  |  |  | ----- | ---- |
| 2020 | MotoGP | Suzuki | NE | NP | 10 | 4 | Rit | 6 | 5 | 12 | 3 | NC | 1 | 2 | 2 | 4 | 15 |  |  |  |  |  |  |  | 139   | 3º   |

| 2021 | Classe | Moto   |   |   |     |    |     |     |     |    |    |   |    |   |    |     |   |   |   |     |  |  |  |  | Punti | Pos. |
| ---- | ------ | ------ | - | - | --- | -- | --- | --- | --- | -- | -- | - | -- | - | -- | --- | - | - | - | --- |  |  |  |  | ----- | ---- |
| 2021 | MotoGP | Suzuki | 6 | 4 | Rit | 20 | Rit | Rit | Inf | 11 | 11 | 7 | 14 | 2 | 12 | Rit | 4 | 6 | 8 | Rit |  |  |  |  | 99    | 13º  |

| 2022 | Classe | Moto   |   |   |   |   |   |    |     |     |     |     |    |   |   |   |   |     |    |   |   |   |  |  | Punti | Pos. |
| ---- | ------ | ------ | - | - | - | - | - | -- | --- | --- | --- | --- | -- | - | - | - | - | --- | -- | - | - | - |  |  | ----- | ---- |
| 2022 | MotoGP | Suzuki | 7 | 5 | 3 | 2 | 4 | 19 | Rit | Rit | Rit | Inf | 10 | 7 | 8 | 7 | 9 | Rit | 12 | 1 | 5 | 1 |  |  | 173   | 7º   |

| 2023 | Classe | Moto  |    |   |    |     |     |     |     |     |     |     |     |     |     |    |   |    |     |     |     |     |  |  | Punti | Pos. |
| ---- | ------ | ----- | -- | - | -- | --- | --- | --- | --- | --- | --- | --- | --- | --- | --- | -- | - | -- | --- | --- | --- | --- |  |  | ----- | ---- |
| 2023 | MotoGP | Honda | 10 | 9 | 12 | Rit | Rit | Inf | Inf | Inf | Inf | Inf | Inf | Inf | Inf | SP | 9 | NP | Inf | Inf | Inf | Rit |  |  | 54    | 19º  |

| 2024 | Classe | Moto   |    |    |     |    |    |    |    |     |     |     |    |   |    |     |    |    |    |     |   |    |  |  | Punti | Pos. |
| ---- | ------ | ------ | -- | -- | --- | -- | -- | -- | -- | --- | --- | --- | -- | - | -- | --- | -- | -- | -- | --- | - | -- |  |  | ----- | ---- |
| 2024 | MotoGP | Yamaha | 16 | 13 | Rit | 13 | 15 | 20 | 15 | Rit | Inf | Inf | 16 | 9 | 19 | Inf | 11 | 16 | 13 | Rit | 8 | 21 |  |  | 31    | 18º  |

| 2025 | Classe | Moto   |    |    |    |    |    |     |    |    |    |    |    |    |    |  |  |  |  |  |  |  |  |  | Punti | Pos. |
| ---- | ------ | ------ | -- | -- | -- | -- | -- | --- | -- | -- | -- | -- | -- | -- | -- |  |  |  |  |  |  |  |  |  | ----- | ---- |
| 2025 | MotoGP | Yamaha | 17 | 11 | 11 | 12 | 13 | 128 | 13 | 11 | 15 | 13 | 10 | 15 | 16 |  |  |  |  |  |  |  |  |  | 42    |      |

| Legenda | 1º posto        | 2º posto            | 3º posto            | A punti      | Senza punti        | Grassetto – Pole position Corsivo – Giro più veloce |
| Legenda | Gara non valida | Non qual./Non part. | Ritirato/Non class. | Squalificato | '-' Dato non disp. | Grassetto – Pole position Corsivo – Giro più veloce |